# Vire
Vire ist eine ehemalige französische Gemeinde mit 10.906 Einwohnern (Stand 1. Januar 2022), den Virois, im Département Calvados in der Region Normandie.
Am 1. Januar 2016 wurde Vire im Zuge einer Gebietsreform zusammen mit sieben benachbarten Gemeinden als Ortsteil in die neue Gemeinde Vire Normandie eingegliedert. Vire stellt dabei als „übergeordneter Ortsteil“ den Verwaltungssitz von Vire Normandie dar.

## Geografie
Vire liegt inmitten einer Hügellandschaft. Die Vire durchfließt den Ort von Süden kommend. Hier münden auch die Zuflüsse Virène von links und Allière von rechts. 
Das im Département Orne gelegene Flers befindet sich rund 28 km südöstlich von Vire, Saint-Lô im Département Manche etwa 38 km nordnordwestlich. Avranches liegt gut 40 km westsüdwestlich, Caen 60 km nordöstlich.

## Geschichte
Im Zweiten Weltkrieg wurde das von Deutschen besetzte Vire in der Nacht vom 6. auf den 7. Juni 1944 von der alliierten Luftwaffe bombardiert. Es gab 279 Tote. Am 8. August 1944 wurde der Ort von der Besatzung befreit. Die Bausubstanz war zu 73 % zerstört.

## Bevölkerungsentwicklung
| Jahr                             | 1793  | 1836  | 1876  | 1926  | 1946  | 1968   | 1990   | 2013   |
| Einwohner                        | 7.873 | 7.339 | 6.718 | 5.871 | 3.929 | 11.140 | 12.895 | 11.597 |
| Quelle: Cassini, EHESS und INSEE |       |       |       |       |       |        |        |        |

## Sehenswürdigkeiten (Auswahl)

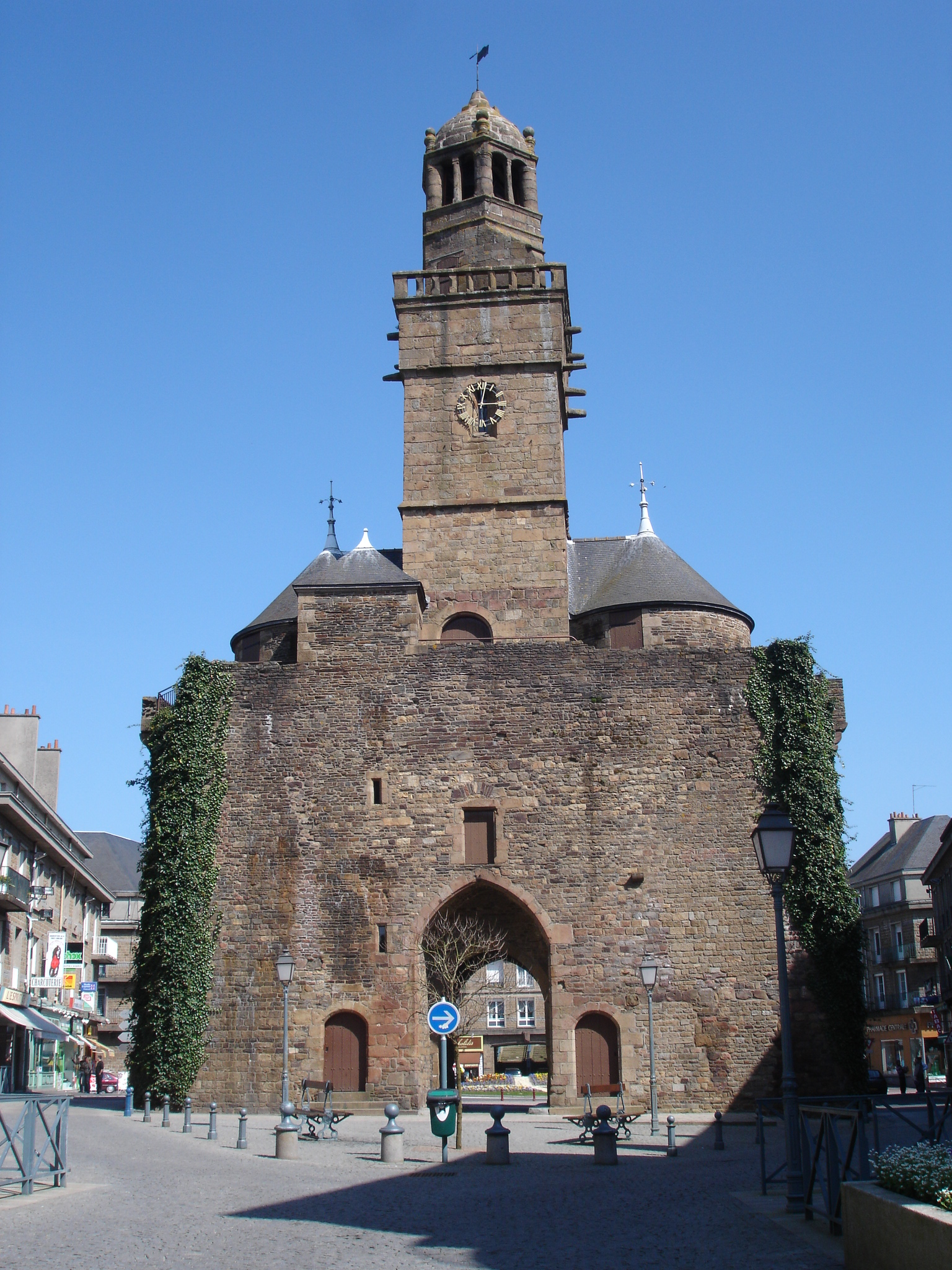
Das Stadttor „Porte Horloge“

- Donjon von Vire aus dem 11./12. Jahrhundert, seit 1913 Monument historique[5]
- Stadttor „Porte Horloge“ aus dem 12. Jahrhundert, seit 1886 Monument historique[6]
- zwei Türme aus dem 14. Jahrhundert, die seit 1951 als Monument historique eingestuft sind[7][8]
- Kirche Notre-Dame aus dem 13./14. Jahrhundert, seit 1862 Monument historique[9]
- ehemaliges Hôtel-Dieu aus dem 17. Jahrhundert, seit 1975 Monument historique[10]
- ehemaliges Konvent aus dem 17. Jahrhundert, seit 1975 Monument historique[11]
- diverse Kirchen, Schlösser und andere Gebäude

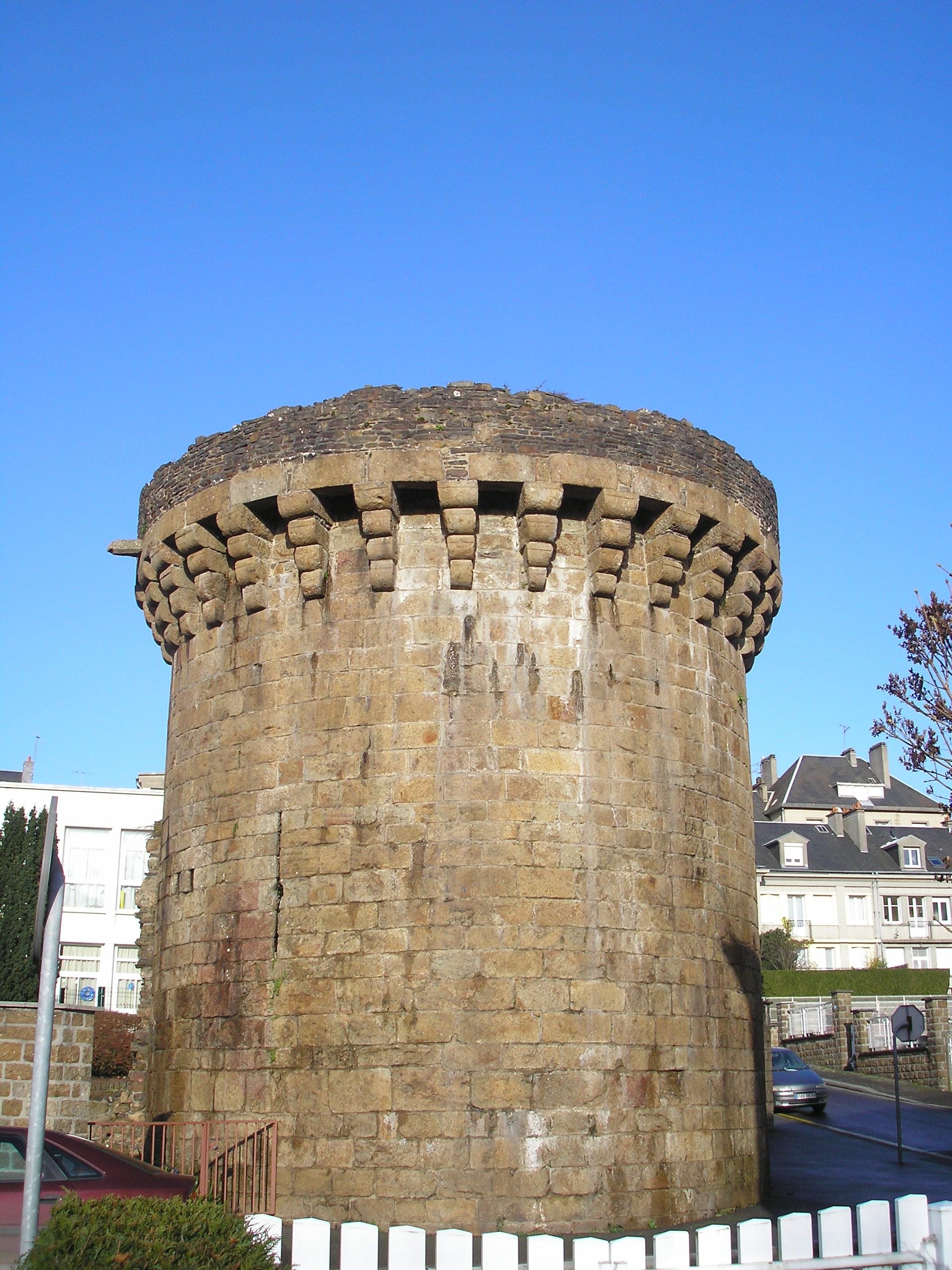
Der „Tour aux Raines“
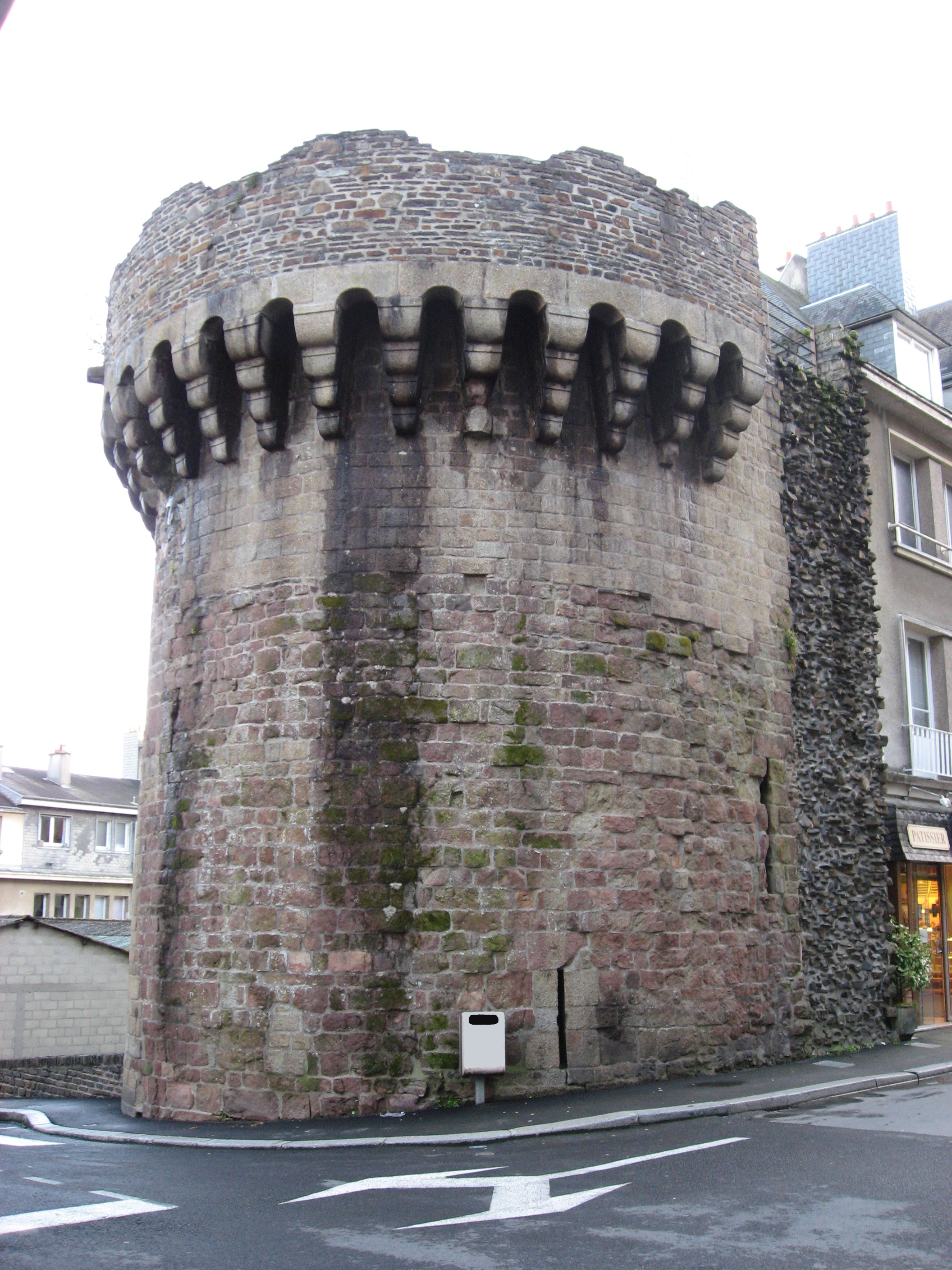
Der „Tour Saint-Sauveur“
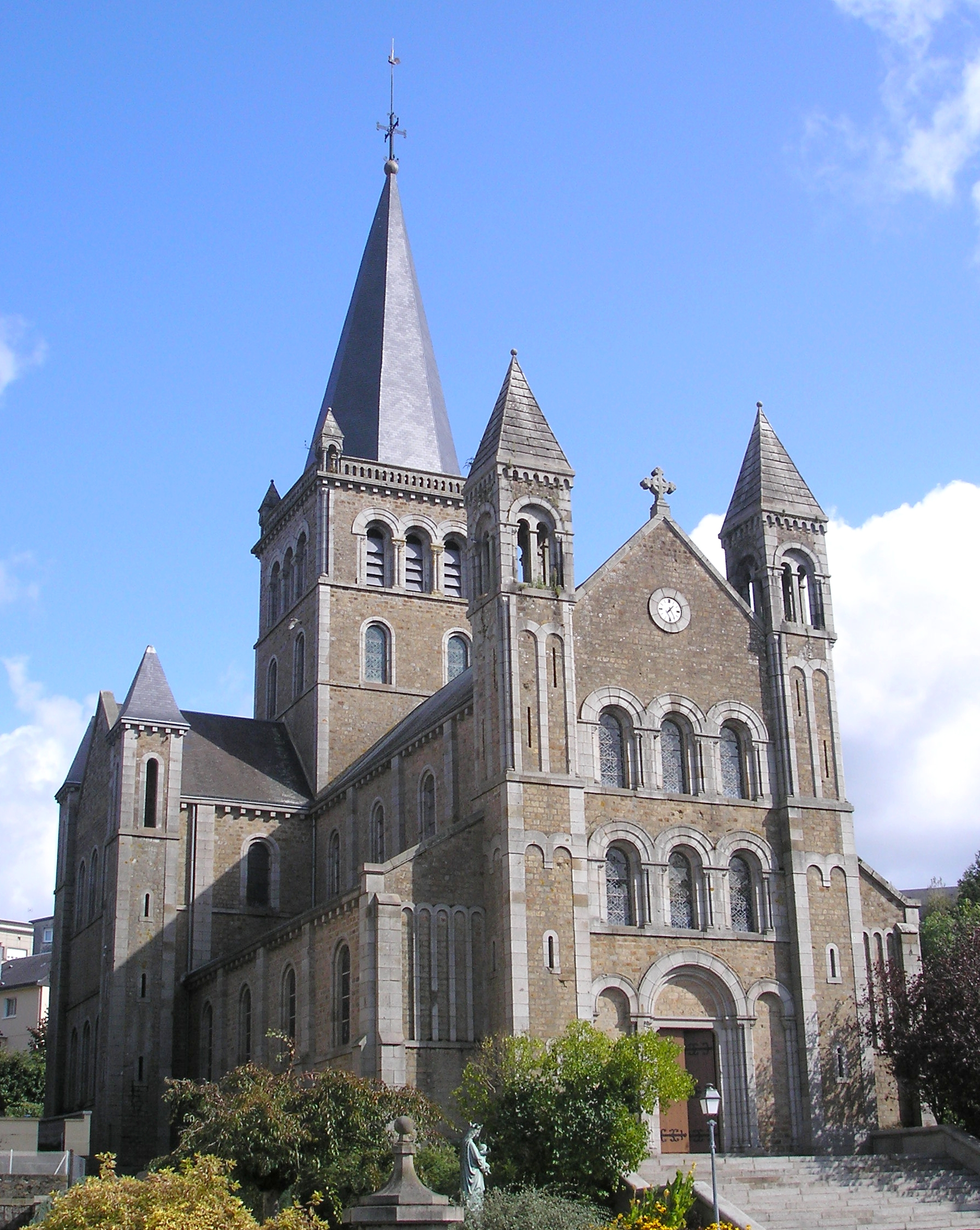
Kirche Sainte-Anne

## Politik
Vire unterhält mit dem deutschen Baunatal, dem mexikanischen Atlacomulco, dem rumänischen Săcele, Constanța, dem spanischen Santa Fe, Granada, und dem britischen Totnes Partnerschaften.

## Persönlichkeiten (Auswahl)
- Jean-Baptiste Du Hamel (1624–1706), Philosoph und Theologe
- René Castel (1758–1832), Dichter und Naturforscher
- Charles-Julien Lioult de Chênedollé (1769–1833), Dichter
- Pierre Jean François Turpin (1775–1840), Botaniker und Maler
- Jules-François Lecoq (1821–1892), römisch-katholischer Geistlicher, Bischof von Nantes 1877–1892
- Octave Gréard (1828–1904), Pädagoge und Mitglied der Académie française
- Michel Drucker (* 1942), Journalist und Fernsehmoderator
- Damien Éloi (* 1969), Tischtennisspieler
- Thierry Gouvenou (* 1969), Radrennfahrer